# Néonationalisme
Le néonationalisme est une forme de nationalisme qui est unique dans le sens où il réagit spécifiquement à la mondialisation du capital. Le néonationalisme se développe principalement sur la théorie du système-monde en utilisant le modèle centre-périphérie,,,,. Plusieurs peuples du monde ont développé un concept de néonationalisme pour lutter contre ce qu'ils percevaient comme un néocolonialisme. 
Le néo-nationalisme apparaît sous diverses formes, parfois proches, parfois antagonistes. Les néo-nationalismes se caractérisent par une rupture avec d'anciennes formes de nationalismes dont ils sont issus et incarnent une forme de renouveau.
En Europe et en Amérique du Nord, le néonationalisme permet aussi de désigner un type de nationalisme, né au début des années 2000, très souvent associé à des thèmes comme le populisme de droite, l'antimondialisme, le nativisme,, le protectionnisme et l'opposition à l'immigration.

## Exemples
1. Le néonationalisme québécois
2. Le néonationalisme africain : voir décolonisation
3. Le national-bolchévisme
4. La mouvance nationale-révolutionnaire
5. Le national-populisme